# Médaille des Nations unies
Le terme médaille des Nations unies se réfère à l'une des nombreuses décorations internationales décernées par les Nations unies (Organisation des Nations unies ou ONU) pour les militaires de par le monde pour leurs participations à des opérations militaires internationales et des opérations conjointes de police telles que le maintien de la paix, l'action humanitaire et des secours en cas de catastrophe.
La médaille des Nations unies est classée dans la plupart des forces armées et des forces de police comme une médaille de service, ce qui signifie qu'elle n'est pas délivrée pour un acte spécifique d'héroïsme ou méritoire, mais plutôt pour la participation générale à une vaste opération.

## Différentes médailles
L'Organisation des Nations unies a décerné trois médailles différentes pour service rendu dans le cadre de ses missions de maintien de la paix :

### Médaille des Nations unies de Corée

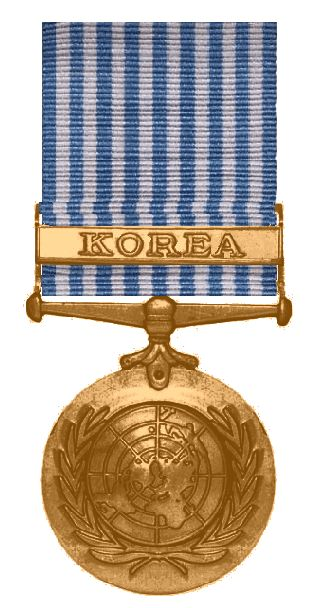
Médaille des Nations unies pour la Corée.

La première médaille des Nations unies qui a été créée est la médaille du service des Nations unies, aussi connue comme la médaille des Nations unies pour le service en Corée, qui a été décernée par l'Organisation des Nations unies à tous les pays qui ont contribué à aider la Corée du Sud pendant la guerre de Corée.
La médaille est un médaillon circulaire de bronze. L'avers représente l'emblème de l'Organisation des Nations unies, une carte du monde formée par une projection équidistante azimutale centrée sur le pôle Nord. Sur l'envers est inscrit « Pour le service de la défense des principes de la Charte des Nations unies ».
Le ruban est constitué d'une alternance de 9 raies bleues et 8 raies blanches, couleurs officielles des Nations unies. Le blanc étant par ailleurs la couleur principale du drapeau de la Corée du Sud.
L'agrafe de campagne « Corée » et l'inscription à l'envers de la médaille sont, selon la nationalité du bénéficiaire, écrites en français, anglais, espagnol, danois, grec, italien, néerlandais, suédois, sanskrit ou turc.

### Médaille de la Force d'urgence des Nations unies

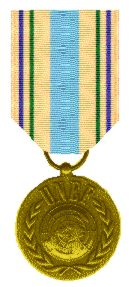
Médaille de l'UNEF.

Cette médaille a été établie lors de la mission Force d'urgence des Nations unies (« FUNU » ou en anglais United Nations Emergency Force ou « UNEF ») décidée lors de la crise du canal de Suez et qui dura de 1956 à 1967.
La médaille est un médaillon circulaire de bronze. L'avers représente l'emblème de l'Organisation des Nations unies. Sur l'envers est inscrit « IN THE SERVICE OF PEACE » (au service de la Paix).
Lors de l'opération « FUNU II » d'octobre 1973 à juillet 1979 à la suite de la guerre du Kippour, les membres de cette mission, après trois mois de service, reçoivent la médaille standard des Nations unies avec un ruban spécifique à cette mission.

### Médaille des Nations unies

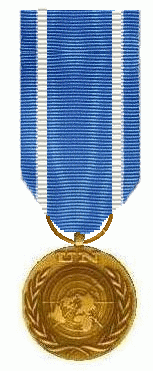
Médaille de l'UNTSO (ONUST).

La plus courante des médailles des Nations unies est la décoration standard de l'ONU connue simplement comme la médaille des Nations unies. 
La plupart des pays l'utilisent pour conférer cette récompense pour toute action dans laquelle un membre de son armée a participé à une activité conjointe de l'ONU.
Dans les cas où un membre du service a participé à plusieurs opérations de l'ONU, il est autorisé à porter l'étoile de service ou l'agrafe de campagne sur le ruban.
Depuis 1955, plus d'une quarantaine de médailles supplémentaires ont été créées par l'ONU et récompensent les participations à diverses actions des Nations unies dans le monde entier. 
La médaille du siège des Nations unies est normalement délivré pour le service d'au moins 90 jours au siège de l'ONU à New York.
La médaille est un médaillon circulaire de bronze. L'avers représente l'emblème de l'ONU. Sur l'envers est inscrit « IN THE SERVICE OF PEACE » (au service de la Paix).

## Médailles des missions de maintien de la paix
| Année     | Ruban | Mandat                            | Lieu                             | Temps requis de service       |
| --------- | ----- | --------------------------------- | -------------------------------- | ----------------------------- |
| 1948–     |       | UNTSO                             | Moyen-Orient                     | 6 mois                        |
| 1949–     |       | UNMOGIP                           | Inde, Pakistan                   | 6 mois                        |
| 1950–1955 |       | Guerre de Corée                   | Corée                            | 30 jours                      |
| 1958      |       | UNOGIL                            | Liban, Syrie                     | 6 mois                        |
| 1960–1964 |       | ONUC                              | Congo                            | 3 mois                        |
| 1962–1963 |       | UNSF                              | Nouvelle-Guinée et Indonésie     | 3 mois                        |
| 1963–1964 |       | UNYOM                             | Yémen                            | 2 mois                        |
| 1964–     |       | UNFICYP                           | Chypre                           | Au début 1 mois, après 3 mois |
| 1965–1966 |       | UNIPOM                            | Inde, Pakistan                   | 3 mois                        |
| 1973–1979 |       | UNEF II                           | Égypte, Israël                   | 3 mois                        |
| 1974–     |       | UNDOF                             | Plateau du Golan                 | 3 mois                        |
| 1978–     |       | UNIFIL                            | Liban                            | 6 mois                        |
| 1988–1991 |       | UNIIMOG                           | Irak, Iran                       | 3 mois                        |
| 1989–1991 |       | UNAVEM I                          | Angola                           | 3 mois                        |
| 1989–1990 |       | UNTAG                             | Namibie                          | 3 mois                        |
| 1989–1992 |       | ONUCA                             | Amérique centrale                | 3 mois                        |
| 1991–2003 |       | UNIKOM                            | Koweït, Irak                     | 3 mois                        |
| 1991–1995 |       | UNAVEM II                         | Angola                           | 3 mois                        |
| 1991–1995 |       | ONUSAL                            | Salvador                         | 3 mois                        |
| 1991–     |       | MINURSO                           | Sahara occidental                | 3 mois                        |
| 1991–1992 |       | UNAMIC                            | Cambodge                         | 3 mois                        |
| 1992–1995 |       | UNPROFOR                          | Yougoslavie                      | 3 mois                        |
| 1992–1993 |       | UNTAC                             | Cambodge                         | 3 mois                        |
| 1992–1993 |       | UNOSOM I                          | Somalie                          | 3 mois                        |
| 1992–1994 |       | ONUMOZ                            | Mozambique                       | 3 mois                        |
| 1993–1995 |       | UNOSOM II                         | Somalie                          | 3 mois                        |
| 1993–1994 |       | UNOMUR                            | Rwanda, Ouganda                  | 6 mois                        |
| 1993–2009 |       | UNOMIG                            | Georgie                          | 6 mois                        |
| 1993–1997 |       | UNOMIL                            | Liberia                          | 3 mois                        |
| 1993–1996 |       | UNMIH                             | Haïti                            | 3 mois                        |
| 1993–1996 |       | UNAMIR                            | Rwanda                           | 3 mois                        |
| 1994–2000 |       | UNMOT                             | Tadjikistan                      | 3 mois                        |
| 1995–1997 |       | UNAVEM III                        | Angola                           | 3 mois                        |
| 1995–1996 |       | UNCRO                             | Croatie                          | 3 mois                        |
| 1995–1999 |       | UNPREDEP                          | Macédoine                        | 3 mois                        |
| 1995–2002 |       | UNMIBH                            | Bosnie-Herzégovine               | 3 mois                        |
| 1995–1996 |       | UNTAES                            | Croatie                          | 3 mois                        |
| 1996–2002 |       | UNMOP                             | Croatie                          | 3 mois                        |
| 1997      |       | MINUGUA                           | Guatemala                        |                               |
| 1998      |       | UNPSG                             | Croatie                          |                               |
| 1998–2000 |       | MINURCA                           | République centrafricaine, Tchad |                               |
| 1998–1999 |       | UNOMSIL                           | Sierra Leone                     |                               |
| 1999–     |       | UNMIK                             | Kosovo                           |                               |
| 1999-2002 |       | UNTAET                            | Timor oriental                   |                               |
| 1999–2010 |       | UNMONUC                           | Congo                            |                               |
| 2000–2008 |       | UNMEE                             | Érythrée, Éthiopie               |                               |
| 2002-2005 |       | UNMISET                           | Timor oriental                   |                               |
| 2003-     |       | UNMIL                             | Libéria                          | 3 mois                        |
| 2003-2004 |       | MINUCI (en)                       | Côte d'Ivoire                    | 3 mois                        |
| 2004-     |       | ONUCI                             | Côte d'Ivoire                    | 3 mois                        |
| 2004-2017 |       | MINUSTAH                          | Haïti                            | 6 mois                        |
| 2004-2007 |       | ONUB                              | Burundi                          | 3 mois                        |
| 2005-     |       | UNMIS                             | Soudan                           | 3 mois                        |
| 2006-     |       | UNMIT                             | Timor oriental                   |                               |
| 2007-     |       | UNAMID                            | Soudan/Darfour                   | 3 mois                        |
| 2007-2010 |       | MINURCAT                          | République centrafricaine, Tchad |                               |
| 2008-     |       | UNAMID                            | Darfour                          |                               |
| 2011-     |       | UNISFA                            | Abyei                            |                               |
| 2011-     |       | UNMISS                            | Soudan du Sud                    |                               |
| 2012      |       | MISNUS                            | Syrie                            |                               |
| 2013–     |       | MINUSMA                           | Mali                             |                               |
| 2014–     |       | MINUSCA                           | République centrafricaine        |                               |
| 2017–2019 |       | MINUJUSTH                         | Haïti                            |                               |
| 1974–     |       | UNHQ Service au siège de New York |                                  | 3 mois                        |
| 1974–     |       | UNSSM Service spécial             |                                  | 3 mois                        |